# Cheminée Quartier-Français
La cheminée Quartier-Français est la cheminée d'une ancienne usine sucrière de l'île de La Réunion, département d'outre-mer français dans le sud-ouest de l'océan Indien. Située à Quartier-Français à Sainte-Suzanne, elle est inscrite en totalité, y compris son terrain d’assiette, à l'inventaire supplémentaire des Monuments historiques depuis le 2 mai 2002,.